# Walther Burmeister
Walther Burmeister (* 18. Januar 1924 in Neuenkirchen (Dithmarschen); † 7. Februar 2009) war ein deutscher Pädiater und Hochschullehrer.

## Leben
Burmeister wurde als Sohn des praktischen Arztes Walter Burmeister und seiner Ehefrau Elli geboren. Nach dem Abitur begann er 1942/43 ein Studium der Chemie an der Technischen Hochschule Stuttgart. Seinen Kriegsdienst leistete er als Sanitätssoldat und war auf dem Balkan und in Griechenland eingesetzt. Vor dem Hintergrund der Kriegserlebnisse begann er nach Kriegsende Medizin in Kiel und Freiburg zu studieren. Er promovierte mit einer Dissertation über den „Zitronensäuregehalt im Knochen rachitischer Ratten“. In Kiel absolvierte er von 1951 bis 1956 seine Ausbildung zum Kinderarzt. 1961 habilitierte Burmeister sich an der Universität des Saarlandes. Seine Habilitationsschrift „Der extrazellulare (Thiosulfat-)Raum im menschlichen Organismus während des Wachstums“ wurde 1963 mit dem Czerny-Preis der Deutschen Gesellschaft für Kinderheilkunde ausgezeichnet. Zudem erhielt Burmeister 1966 den Claude-Bernard-Preis und im Jahr 1970 den Pädologie-Preis der Deutschen Gesellschaft für Kinderheilkunde.
Im Jahr 1974 akzeptierte Burmeister einen Ruf auf den Lehrstuhl für Kinderheilkunde an der Universitäts-Kinderklinik in Bonn. Seit 1966 war Burmeister als Mit-Herausgeber der Zeitschrift Archiv für Kinderheilkunde tätig und übernahm später auch die Mit-Herausgeberschaft der Nachfolge-Zeitschrift Klinische Pädiatrie.